# Sporobolus actinocladus
Sporobolus actinocladus är en gräsart som först beskrevs av Ferdinand von Mueller, och fick sitt nu gällande namn av Ferdinand von Mueller. Sporobolus actinocladus ingår i släktet droppgräs, och familjen gräs. Inga underarter finns listade i Catalogue of Life.